# Kinkosi
 (août 2013).
Kinkosi est une localité de la République démocratique du Congo, située dans la province du Bas-Congo.